# Shaed
Shaed (estilizado SHAED) es un grupo de electro-pop indie, procedente de Estados Unidos.

## Historia
Shaed, pronunciado Shade (sombra, en castellano) es un trío de electro-pop que lidera la cantante Chelsea Lee (nacida en 1991), y que también integran los gemelos Max y Spencer Ernst, ambos productores y multinstrumentistas. Es un grupo originario de Washington D. C. Formado en 2016, alcanzaron popularidad en el indie de Estados Unidos, en parte por su sencillo titulado "Trampoline", tal como destaca la revista Billboard, que ya les sitúa como uno de los 17 grupos alternativos a seguir en 2019. Antes de iniciar sus grabaciones, la banda participó en giras de Bishop Briggs y Marian Hill, y tras lo que publicaron su EP de debut Just Wanna See. Su sencillo "Name On It" protagonizó una campaña publicitaria de Victoria's Secret, lanzada el 15 de mayo de 2018.
El grupo lanzó su segundo EP, titulado MELT el 21 de septiembre de 2018, con Photo Finish Records. Apenas un mes después, el 30 de octubre de 2018 Apple comenzó a emitir el anuncio de su nuevo MacBook Air, que incluye la canción "Trampoline", su mayor éxito hasta la fecha. "Trampoline" llegó a alcanzar el número uno de la Lista de Canciones Alternativas de Billboard. La canción surge, según los propios autores, cuando los hermanos Ernst acuden a la casa familiar y, viendo vídeos de la infancia, aparecen en ellos saltando un trampolín. Algo que reflejan al inicio de la canción, en la letra de la misma.
El EP "MELT" contiene hasta siete canciones y tiene una duración de 19 minutos. Los temas que integra, por este orden, son "You Got Me" (con snny), "Trampoline", "Melt", "Wish I", "Keep Calling", "Silver Knife" e "Inside a Dream".

## Miembros
- Chelsea Lee, voz.
- Spencer Ernst, multinstrumentista.
- Max Ernst, multinstrumentista.

## Discografía
EP
- World So Bright (2012)
- Send the Night (2013)
- Just Wanna See (2016)
- Melt (2018)

Sencillos
- "Trampoline"